# Rosenstock-Huessy Huis
Het Rosenstock-Huessy Huis is een gebouwencomplex in de Noord-Hollandse stad Haarlem, vernoemd naar de Duitse filosoof Eugen Rosenstock-Huessy en zijn gedachtegoed. Het complex ligt op de Burgwal tussen de Hagestraat en de Antoniestraat in. 
In 1437 werd het Sint Jacobsgasthuis in dit gebouw gesticht. Het gebouw werd in 1969 aangewezen als rijksmonument.